# Тейлор, Амилия
Амилия Тейлор (англ. Amillia Taylor; род. 24 октября 2006, Майами,  США) — один из самых маленьких выживших недоношенных младенцев.

## История
Отец — Эдди Тейлор, мать — Соня Тейлор. Амилия родилась с весом 284 грамма, ростом 25 см на 22-й неделе беременности. Была зачата путём искусственного оплодотворения, на свет появилась в результате кесарева сечения.
По данным университета штата Айова, который отслеживает данные о преждевременно родившихся детях во всем мире, этот случай является уникальным.
Младенец был в инкубаторе около полугода. При выписке её вес составлял уже 1,8 кг. Имеются отклонения в состоянии почек и лёгких.
На 2013 год Амилия посещает детский сад. Она немного меньше, чем другие дети в её возрасте и имеет некоторые задержки развития.
До рождения Амилии рекордсменкой по выживанию считалась англичанка Мэделин Мэн, рождённая в июне 1989 года (появилась в 27 недель и весила 285 г).